# Incontri internazionali di rugby a 15 di fine anno 2006
"Autumn International" è il modo con cui nell'emisfero nord si indica l'insieme delle tournée delle nazionali di rugby a 15 dell'emisfero Nord in Europa nel mese di novembre. (Nell'emisfero sud vengono invece ovviamente chiamati "Tour di primavera", vista la stagione in corso in quelle terre)
Nel 2006 l'evento storico è la vittoria dell'Argentina a Londra contro l'Inghilterra. L'Italia sfiora invece una storica vittoria contro l'Australia.
- Australia in Europa

Nel 2006 l'Australia si presenta in Europa per preparare la squadra per il mondiale dell'anno dopo. Contro il Galles, l'Australia schiera una squadra sperimentale e conquista un pareggio al termine di un incontro equilibrato. Equilibrato anche il match con l'Italia, con una vittoria di misura e molto sofferta. Sconfitta invece dall'Irlanda, si riscatta battendo la Scozia. Il tour prevedeva anche incontri infrasettimanali con squadre "A".
Questi i test ufficiali:
| Cardiff 4 novembre 2006 | Galles | 29 – 29 | Australia | Millennium Stadium |

| Roma 11 novembre 2006 | Italia | 18 – 25 | Australia | Stadio Flaminio |

| Dublino 19 novembre 2006 | Irlanda | 21 – 6 | Australia | Lansdowne Road |

| Edimburgo 25 novembre 2006 | Scozia | 15 – 42 | Australia | Murrayfield |

- Sudafrica nelle Isole Britanniche:

Il tour è anche disputato per festeggiare i cent'anni dalla prima tournée della nazionale sudafricana. In particolare il match con l'Irlanda e si chiuderà con un match contro una selezione mondiale.
| Dublino 11 novembre 2006 | Irlanda | 32 – 15 | Sudafrica | Lansdowne Road |

| Londra 18 novembre 2006 | Inghilterra | 23 – 21 | Sudafrica | Twichenham |

| Londra 25 novembre 2006 | Inghilterra | 14 – 25 | Sudafrica | Twichenham |

| Leicester 3 dicembre 2006 | World XV | 7 – 32 | Sudafrica XV | Welford Road |

- Isole del Pacifico in Europa:

Due anni dopo l'esordio, i Pacific Islanders esordiscono in Europa con tre sconfitte.
| Cardiff 11 novembre 2006 | Galles | 38 – 20 | Pacific Islanders | Millennium Stadium |

| Edimburgo 18 novembre 2006 | Scozia | 34 – 22 | Pacific Islanders | Murrayfield |

| Dublino 26 novembre 2006 | Irlanda | 61 – 17 | Pacific Islanders | Lansdowne Road |

- Canada in Europa:

Due pesantissime sconfitte senza appello.
| Cardiff 17 novembre 2006 | Galles | 61 – 26 | Canada | Millennium Stadium |

| Fontanafredda 25 novembre 2006 | Italia | 41 – 6 | Canada |  |

- 'Nuova Zelanda in Europa:

Gli All Blacks del 2006 sono una vera macchina da guerra: sembrano inarrestabili e travolgono tutto ciò che trovano sulla loro strada. In particolare la Francia viene travolta due volte
| Londra 5 novembre 2006 | Inghilterra | 20 – 41 | Nuova Zelanda | Twichenham |

| Lione 11 novembre 2006 | Francia | 3 – 47 | Nuova Zelanda |  |

| Saint-Denis (Senna-Saint-Denis) 18 novembre 2006 | Francia | 11 – 23 | Nuova Zelanda | Stade de France |

| Cardiff 25 novembre 2006 | Galles | 10 – 45 | Nuova Zelanda | Millennium Stadium |

- Argentina in Europa:

Nel 2006 l'Argentina è la vera protagonista dell'"Autumn International": lo storico successo di Twichenham con l'Inghilterra, grazie ad un grande Todeschini, la vittoria con l'Italia e l'immeritata sconfitta con la Francia portano l'Argentina tra le prime 5 squadre al mondo.
| Londra 11 novembre 2006 | Inghilterra | 18 – 25 | Argentina | Twichenham |

| Roma 18 novembre 2006 | Italia | 16 – 23 | Argentina | Stadio Flaminio |

| Parigi 25 novembre 2006 | Francia | 27 – 26 | Argentina | Stade de France |

- Romania in Scozia :

| Edimburgo 11 novembre 2006 | Scozia | 48 – 6 | Romania |  |